# Kuala Dekah
Kuala Dekah is een bestuurslaag in het regentschap Deli Serdang van de provincie Noord-Sumatra, Indonesië. Kuala Dekah telt 833 inwoners (volkstelling 2010).